# نبرد نهر الکلب
نبرد نهر الکلب (انگلیسی: Battle of the Dog River)، نبردی که پس از نخستین جنگ صلیبی در سال ۱۱۰۰ میان نیروهای صلیبی و ترکان سلجوقی در نزدیکی نهر الکلب در کشور امروزی لبنان به وقوع پیوست. صلیبیون با رهبری و هدایت بالدوین کنت ادسا موفق شدند نیروهای سلجوقی را به رهبری دقاق شکست دهند. پس از بالدوین عازم اورشلیم تا به عنوان پادشاه بعدی اورشلیم انتخاب و جانشین برادرش شود.